# Голгофа у базилики Святого Ламберта (Дюссельдорф)

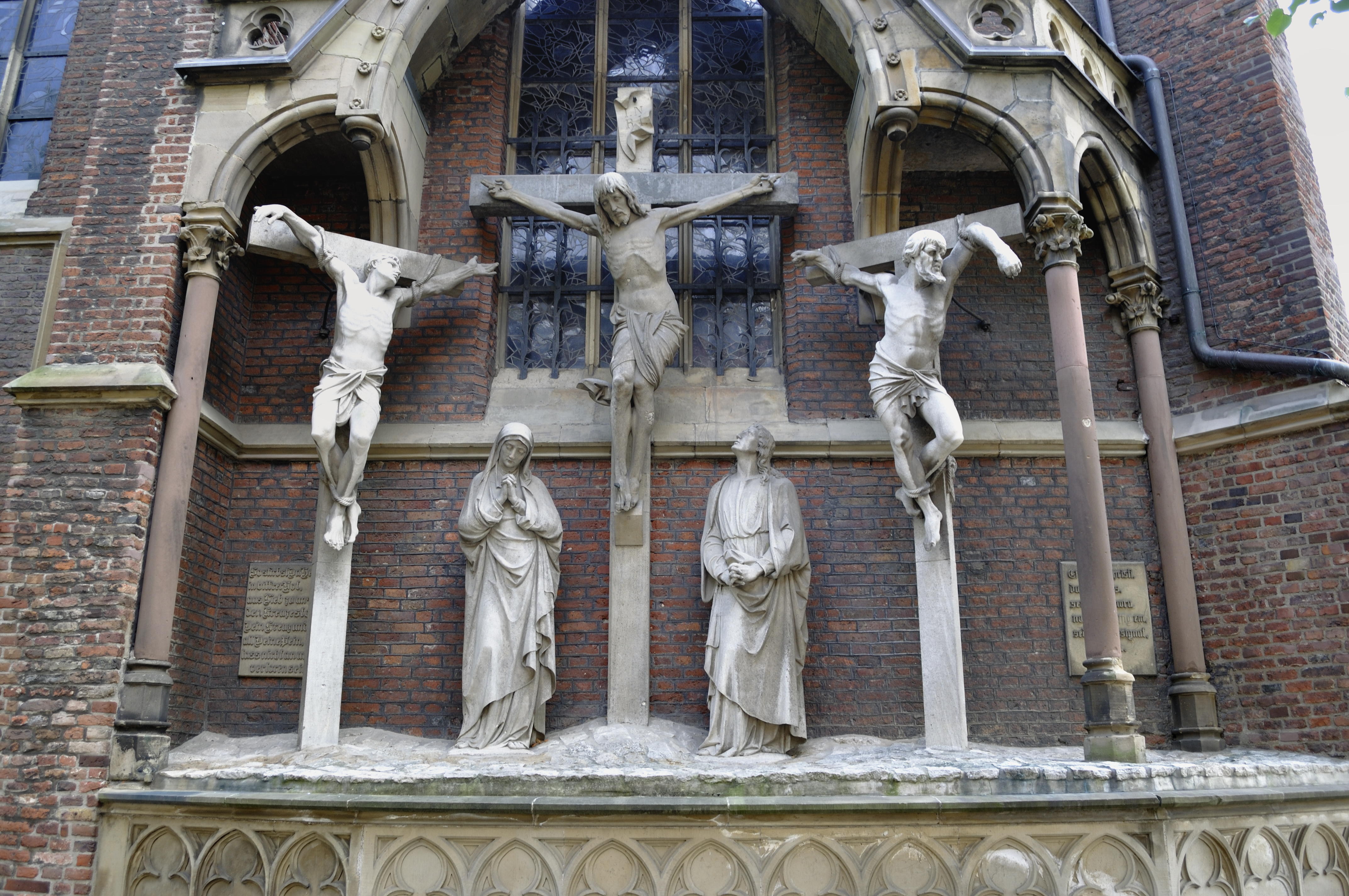
Новая Голгофа работа Антона Райсса 1887 года

Голгофа (греч. Γολγόθα, Κρανίου Τοπος; ивр. גולגלתא‎, «лобное место» от арам. gûlgaltâ, букв. «череп»; лат. Calvaria) у базилики Святого Ламберта в Дюссельдорфе является изображением Распятия Христа в Иерусалиме.

## Описание
Старая Голгофа представляла собой композицию, состоящую из семи фигур, вырубленную из песчаника. У основания среднего креста, на котором был распят Христос, с левой стороны стояли римский военачальник и сотник Лонгин, а с правой стороны — Божия Матерь и апостол Иоанн Богослов. К 1887 году композиция обветшала и было решено создать новую.
Антон Йозеф Райсс решил отказаться от старой композиции в пользу утвердившейся по форме готического, но по содержанию — итальянского канона Голгофы. В этом случае под крестом Иисуса Христа не изображаются римские военные, а только Божия Матерь и апостол Иоанн Богослов. На соседних крестах висят разбойники. Тот, который отвернулся от Христа, не принимает его как Бога (безумный разбойник), а тот, что тянется к Христу, изображает помилованного Христом разбойника.